# Маггетти, Кори
 Кори Антуан Маггетти (англ. Corey Antoine Maggette; родился 12 ноября 1979 года, Мелроз-Парк, Иллинойс, США) — американский профессиональный баскетболист.

## Карьера
Маггетти был выбран под 13-м номером на драфте НБА 1999 года командой «Сиэтл Суперсоникс» и тут же был обменян в «Орландо Мэджик». В первом своём сезоне в среднем набирал 8,4 очка и 3,9 подборов. В следующем сезоне Кори перешёл в «Лос-Анджелес Клипперс», и в этом же году принимает участие во всезвёздном уик-энде в конкурсе по броскам сверху.
В следующих сезонах Маггетти увеличивал собственную статистику (в 2000/2001 10 очков, в 2001/2002 11,4 очка, в 2002/2003 16,8 очка), проведя 5 сезонов вместе с бывшем партнёром по Дьюку Элтоном Брэндом. В сезонах 2003/2004 и 2004/2005 становится лучшим бомбардиром команды, набирая 20,7 очка и 22,2 очка соответственно. В 2005/2006 сезоне Маггетте из-за частых травм провёл лишь 32 игры. После восстановления Кори был помещён на скамейку и выполнял роль шестого игрока.
30 июня 2008 года Маггетти отказался от своего последнего года в контракте с «Клипперс» и стал неограниченно свободным агентом.
8 июня 2008 года Ассошиэйтед пресс сообщило, что «Голден Стэйт Уорриорз» устно согласовали контракт с Кори на 5 лет с зарплатой в $50 млн, официально сделка была оформлена через 2 дня.
22 июля 2010 года Кори Маггетти перешёл в «Милуоки Бакс» в обмен на Чарли Белла и Дэна Гадзурича и на пик 2-го раунда драфта.
23 июня 2011 года он был обменян в «Шарлотт Бобкэтс».
В новой лиге BIG3, стартовавшей летом 2017 года, выступает за команду «Power».

## Статистика

### Статистика в НБА
| Сезон                                                                                    | Команда      | Регулярный сезон | Регулярный сезон | Регулярный сезон | Регулярный сезон | Регулярный сезон | Регулярный сезон | Регулярный сезон | Регулярный сезон | Регулярный сезон | Регулярный сезон | Регулярный сезон | Серия плей-офф | Серия плей-офф | Серия плей-офф | Серия плей-офф | Серия плей-офф | Серия плей-офф | Серия плей-офф | Серия плей-офф | Серия плей-офф | Серия плей-офф | Серия плей-офф |
| Сезон                                                                                    | Команда      | GP               | GS               | MPG              | FG%              | 3P%              | FT%              | RPG              | APG              | SPG              | BPG              | PPG              | GP             | GS             | MPG            | FG%            | 3P%            | FT%            | RPG            | APG            | SPG            | BPG            | PPG            |
| ---------------------------------------------------------------------------------------- | ------------ | ---------------- | ---------------- | ---------------- | ---------------- | ---------------- | ---------------- | ---------------- | ---------------- | ---------------- | ---------------- | ---------------- | -------------- | -------------- | -------------- | -------------- | -------------- | -------------- | -------------- | -------------- | -------------- | -------------- | -------------- |
| 1999/00                                                                                  | Орландо      | 77               | 5                | 17,8             | 47,8             | 18,2             | 75,1             | 3,9              | 0,8              | 0,3              | 0,3              | 8,4              | Не участвовал  | Не участвовал  | Не участвовал  | Не участвовал  | Не участвовал  | Не участвовал  | Не участвовал  | Не участвовал  | Не участвовал  | Не участвовал  | Не участвовал  |
| 2000/01                                                                                  | Клипперс     | 69               | 9                | 19,7             | 46,2             | 30,4             | 77,4             | 4,2              | 1,2              | 0,5              | 0,1              | 10,0             | Не участвовал  | Не участвовал  | Не участвовал  | Не участвовал  | Не участвовал  | Не участвовал  | Не участвовал  | Не участвовал  | Не участвовал  | Не участвовал  | Не участвовал  |
| 2001/02                                                                                  | Клипперс     | 63               | 52               | 25,6             | 44,3             | 33,1             | 80,1             | 3,7              | 1,8              | 0,7              | 0,3              | 11,4             | Не участвовал  | Не участвовал  | Не участвовал  | Не участвовал  | Не участвовал  | Не участвовал  | Не участвовал  | Не участвовал  | Не участвовал  | Не участвовал  | Не участвовал  |
| 2002/03                                                                                  | Клипперс     | 64               | 57               | 31,3             | 44,4             | 35,0             | 80,2             | 5,0              | 1,9              | 0,9              | 0,3              | 16,8             | Не участвовал  | Не участвовал  | Не участвовал  | Не участвовал  | Не участвовал  | Не участвовал  | Не участвовал  | Не участвовал  | Не участвовал  | Не участвовал  | Не участвовал  |
| 2003/04                                                                                  | Клипперс     | 73               | 71               | 36,0             | 44,7             | 32,9             | 84,8             | 5,9              | 3,1              | 0,9              | 0,2              | 20,7             | Не участвовал  | Не участвовал  | Не участвовал  | Не участвовал  | Не участвовал  | Не участвовал  | Не участвовал  | Не участвовал  | Не участвовал  | Не участвовал  | Не участвовал  |
| 2004/05                                                                                  | Клипперс     | 66               | 60               | 36,9             | 43,1             | 30,4             | 85,7             | 6,0              | 3,4              | 1,1              | 0,1              | 22,2             | Не участвовал  | Не участвовал  | Не участвовал  | Не участвовал  | Не участвовал  | Не участвовал  | Не участвовал  | Не участвовал  | Не участвовал  | Не участвовал  | Не участвовал  |
| 2005/06                                                                                  | Клипперс     | 32               | 13               | 29,5             | 44,5             | 33,8             | 82,8             | 5,3              | 2,1              | 0,6              | 0,1              | 17,8             | 12             | 2              | 24,3           | 46,7           | 33,3           | 91,0           | 7,3            | 1,4            | 0,6            | 0,4            | 15,3           |
| 2006/07                                                                                  | Клипперс     | 75               | 31               | 30,5             | 45,4             | 20,0             | 82,0             | 5,9              | 2,8              | 0,9              | 0,2              | 16,9             | Не участвовал  | Не участвовал  | Не участвовал  | Не участвовал  | Не участвовал  | Не участвовал  | Не участвовал  | Не участвовал  | Не участвовал  | Не участвовал  | Не участвовал  |
| 2007/08                                                                                  | Клипперс     | 70               | 65               | 35,7             | 45,8             | 38,4             | 81,2             | 5,6              | 2,7              | 1,0              | 0,1              | 22,1             | Не участвовал  | Не участвовал  | Не участвовал  | Не участвовал  | Не участвовал  | Не участвовал  | Не участвовал  | Не участвовал  | Не участвовал  | Не участвовал  | Не участвовал  |
| 2008/09                                                                                  | Голден Стэйт | 51               | 19               | 31,1             | 46,1             | 25,3             | 82,4             | 5,5              | 1,8              | 0,9              | 0,2              | 18,6             | Не участвовал  | Не участвовал  | Не участвовал  | Не участвовал  | Не участвовал  | Не участвовал  | Не участвовал  | Не участвовал  | Не участвовал  | Не участвовал  | Не участвовал  |
| 2009/10                                                                                  | Голден Стэйт | 70               | 49               | 29,7             | 51,6             | 26,0             | 83,5             | 5,3              | 2,5              | 0,7              | 0,1              | 19,8             | Не участвовал  | Не участвовал  | Не участвовал  | Не участвовал  | Не участвовал  | Не участвовал  | Не участвовал  | Не участвовал  | Не участвовал  | Не участвовал  | Не участвовал  |
| 2010/11                                                                                  | Милуоки      | 67               | 18               | 20,9             | 45,3             | 35,9             | 83,4             | 3,6              | 1,3              | 0,3              | 0,1              | 12,0             | Не участвовал  | Не участвовал  | Не участвовал  | Не участвовал  | Не участвовал  | Не участвовал  | Не участвовал  | Не участвовал  | Не участвовал  | Не участвовал  | Не участвовал  |
| 2011/12                                                                                  | Шарлотт      | 32               | 28               | 27,5             | 37,3             | 36,4             | 85,6             | 3,9              | 1,2              | 0,7              | 0,0              | 15,0             | Не участвовал  | Не участвовал  | Не участвовал  | Не участвовал  | Не участвовал  | Не участвовал  | Не участвовал  | Не участвовал  | Не участвовал  | Не участвовал  | Не участвовал  |
| 2012/13                                                                                  | Детройт      | 18               | 0                | 14,3             | 35,5             | 23,8             | 75,0             | 1,4              | 1,1              | 0,3              | 0,1              | 5,3              | Не участвовал  | Не участвовал  | Не участвовал  | Не участвовал  | Не участвовал  | Не участвовал  | Не участвовал  | Не участвовал  | Не участвовал  | Не участвовал  | Не участвовал  |
|                                                                                          | Всего        | 827              | 477              | 28,2             | 45,3             | 32,4             | 82,2             | 4,9              | 2,1              | 0,7              | 0,2              | 16,0             | 12             | 2              | 24,3           | 46,7           | 33,3           | 91,0           | 7,3            | 1,4            | 0,6            | 0,4            | 15,3           |
| Наведите курсор мыши на аббревиатуры в заголовке таблицы, чтобы прочесть их расшифровку. |              |                  |                  |                  |                  |                  |                  |                  |                  |                  |                  |                  |                |                |                |                |                |                |                |                |                |                |                |

### Статистика в NCAA
| Сезон | Команда | Conf  | Class | GP | GS | MPG  | FG%  | 3P%  | FT%  | RPG | APG | SPG | BPG | PPG  |
| --- | ------- | ----- | ----- | -- | -- | ---- | ---- | ---- | ---- | --- | --- | --- | --- | ---- |
| 1998/99 | Дьюк    | ACC   | FR    | 39 | 3  | 17,7 | 52,5 | 34,5 | 71,6 | 3,9 | 1,5 | 0,7 | 0,4 | 10,6 |
| Всего | Всего   | Всего | Всего | 39 | 3  | 17,7 | 52,5 | 34,5 | 71,6 | 3,9 | 1,5 | 0,7 | 0,4 | 10,6 |
| Наведите курсор мыши на аббревиатуры в заголовке таблицы, чтобы прочесть их расшифровку Статистика приведена с сайта sports-reference.com |         |       |       |    |    |      |      |      |      |     |     |     |     |      |